# 山梨県立かえで支援学校
山梨県立かえで支援学校（やまなしけんりつ かえでしえんがっこう）は、山梨県甲府市東光寺に所在する特別支援学校。知的障害のある児童生徒を対象とし、小学部・中学部・高等部を設置している。

## 概要
本校は、学校教育法施行令第22条の3に定める知的障害のある児童生徒を対象としており、単一障害に対応した学級のほか、複数の障害を併せもつ児童生徒に対応した重複学級も設置されている。また、通学支援としてスクールバスが運行されている。
校歌は、音楽家の杉本竜一が作詞・作曲を手がけた「FRIENDS（フレンズ）」である。

## 児童生徒数
小学部118人、中学部70人、高等部92人の計280人（令和7年度）

## 通学区域
甲府市、山梨市、笛吹市、甲州市、中央市（旧豊富村の区域のみ）

## 学校間交流
- 小学部：甲府市立里垣小学校、甲斐清和高等学校
- 中学部：甲府市立東中学校
- 高等部：山梨県立甲府東高等学校[5]

## 沿革
- 1990年
  - 3月26日、10月1日：「すべての障害児に適切な教育を望む父母の会」が、山梨県議会へ養護学校の設立を請願[6]
- 1992年
  - 山梨県教育委員会が庁内検討委員会を設置し、養護学校新設の検討開始
- 1993年
  - 山梨県教育委員会が山梨県特殊教育振興審議会を設置し、養護学校新設を諮問
  - 振興審議会の付帯答申にて、知的障害養護学校の適正配置とわかば養護学校の大規模化対応を要望
- 1995〜1996年
  - 山梨県特殊教育検討委員会が設置され、国中地域への養護学校新設が望ましいと報告
- 1997年
  - 山梨県議会にて、国中地域へ養護学校を新設する方針を提示
- 1998年
  - 第一商業高等学校跡地に新設養護学校を設置する旨を知事が答弁
- 2000年
  - 1月24日：起工式挙行
  - 6月21日：県教育委員会が学校名を「かえで養護学校」に決定
  - 12月26日：校舎棟・体育館・プール等完成
- 2001年
  - 4月7日：第1学期始業式（転入学生）挙行
  - 4月10日：開校式挙行
  - 4月11日：第1回入学式挙行
- 2002年
  - 3月22日：校歌「フレンズ」制定
  - 10月20日：校歌碑設置
- 2006年
  - 生徒増に伴いプレハブ棟（5教室）設置（2009年7月末に撤去）
- 2007年
  - 校名を「山梨県立かえで支援学校」に変更（法改正により「特別支援学校」へ移行）
- 2009年
  - 4月1日：東棟（16教室）を増築・供用開始、スクールバス車庫移転
  - 9月1日：南棟に多目的室・個別指導室・食堂・保健室を増改築・供用開始
- 2010年
  - 12月22日：南棟屋上に太陽光発電設備を設置し発電開始
- 2011年
  - 4月1日：校訓「夢をいだき輝けフレンズ」制定
  - 7月9日：創立10周年記念式典挙行
- 2012年
  - 4月9日：旧山梨園芸高校の校舎に分教室を開設、分教室開校式を挙行
  - 高等部に生活・社会基礎コース、職業実践コースを設置
- 2013年
  - 普通教室にエアコン設置
- 2014年
  - 7月4日：県教育委員会が分教室の学校名を「山梨県立高等支援学校桃花台学園」と決定
- 2015年
  - 分教室を閉鎖し、「山梨県立高等支援学校桃花台学園」開校
- 2020年
  - 特別教室にエアコン設置
  - 校内着の改定
  - 校内道路の整備

## 所在地
〒400-0807　山梨県甲府市東光寺2-25-1

## 周辺施設
- 甲府市立東中学校
- 山梨県立科学館
- 甲府市立図書館

## アクセス
- JR中央線「酒折駅」から徒歩20分
- JR身延線「善光寺駅」から徒歩10分
- 山交バス「甲府市障害者センター」バス停から徒歩10分